# بيستشهيم
بيستشهيم (بالفرنسية: Bischheim, Bas-Rhin)‏ هي بلدية تقع في إقليم الراين الأسفل من منطقة ألزاس في شمال شرق فرنسا. تبلغ مساحة هذه المدينة 4.41 (كم²)، وترتفع عن سطح البحر 140 م، يبلغ عدد سكانها 17827 نسمة حسب إحصاء المعهد الوطني للإحصاء والدراسات الاقتصادية سنة 2009 م. وترأس André Klein-Mosser البلدية خلال فترة (2008 - 2014).

## أعلام
- سولومون كلاين
- جان ويندلينغ

## وصلات خارجية
- صفحة البلدية على موقع المعهد الوطني للإحصاء والدراسات الاقتصادية